# Escola Livre de Farmácia e Química Industrial
Escola Livre de Farmácia e Química Industrial foi uma faculdade brasileira, predecessora da Faculdade de Farmácia da Universidade Federal do Rio Grande do Sul.
A União Farmacêutica de Porto Alegre, criada em 1894, como uma sociedade de farmacêuticos,  proprietários de farmácias e droguistas tinha como um dos seus objetivos principais a criação de um curso de farmácia.
Em setembro de 1895 isto foi concretizado na fundação de uma escola de farmácia, instalada em fevereiro seguinte. O governo estadual cedeu duas salas e os aparelhos dos gabinetes de Física e Química da Escola Normal de Porto Alegre. Seu primeiro presidente foi o farmacêutico Alfredo Leal, vice era Arlindo Caminha, e secretário Francisco de Carvalho Freitas, todos membros da União Farmacêutica.
As atividades iniciaram em março de 1897, com 35 alunos inscritos e as seguintes cadeiras e respectivos professores:
- Física, João Dias Campos;
- Química mineral, Cristiano Felipe Fischer;
- Mineralogia, Diogo Martins Ferraz;
- Química orgânica, Francisco Batista da Rocha
- Botânica e zoologia, Manoel da Silva Pereira;
- Química biológica e microscópica, João Daudt Filho;
- Matéria médica e terapêutica, Deoclécio Pereira
- Química analítica e toxicológica, Alfredo Leal
- Farmácia teórica e prática, Arlindo Caminha;
- Química agrícola, Francisco de Carvalho Freitas;
- Química industrial, João Landell de Moura.

Os primeiros 11 farmacêuticos formaram-se em dezembro de 1899.
Em 25 de julho de 1898, a congregação da Escola Livre de Farmácia e o corpo docente do Curso de Partos uniram-se para fundar a Faculdade de Medicina e Farmácia de Porto Alegre, a terceira escola de medicina do país, depois da Faculdade de Medicina da Bahia e da Faculdade de Medicina do Rio de Janeiro.